# Dominikanerkloster Mergentheim

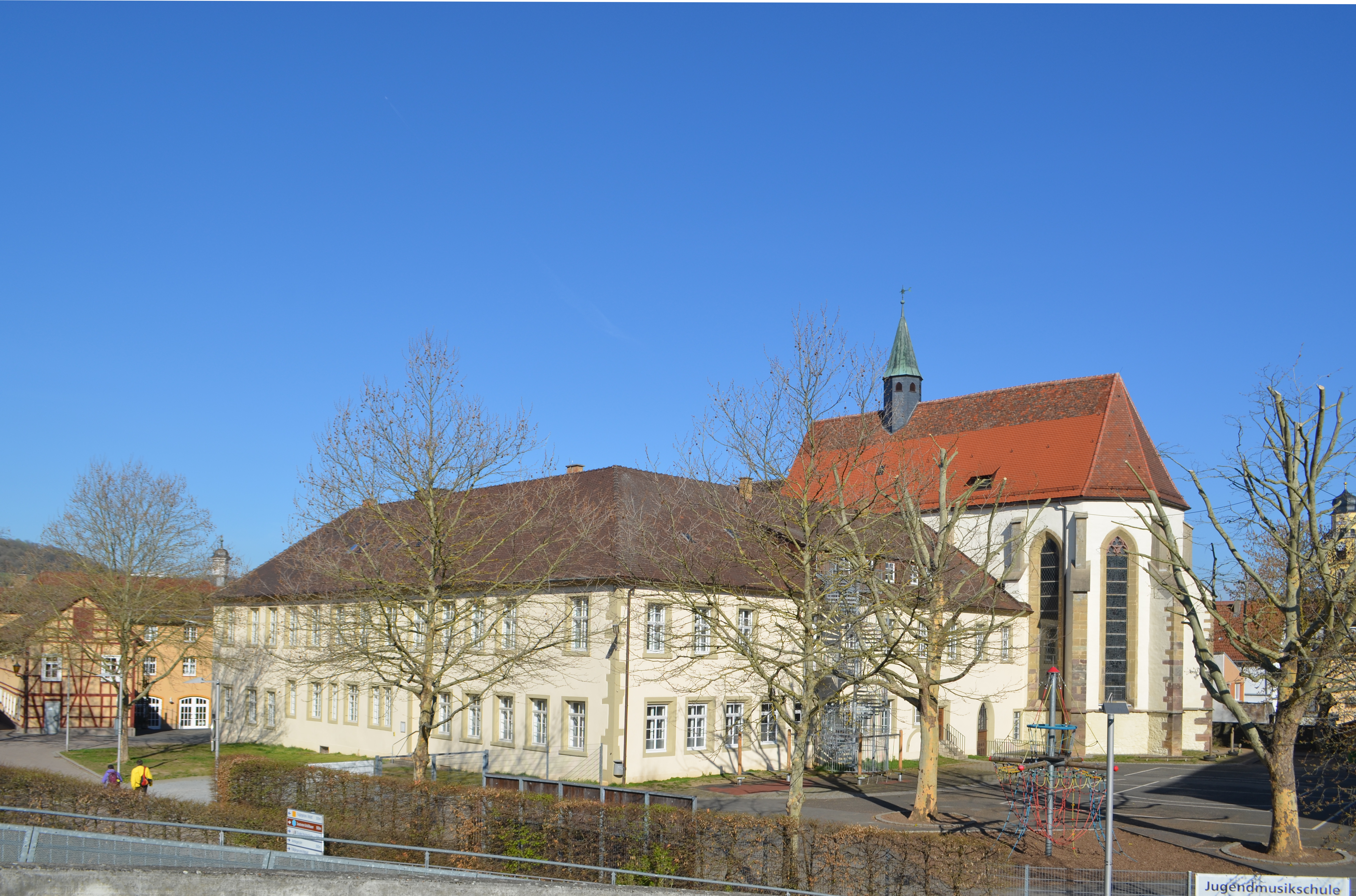
Ehemaliges Dominikanerkloster Mergentheim mit der Marienkirche

Das Dominikanerkloster Mergentheim war ein Kloster des Dominikanerordens in Mergentheim, heute Bad Mergentheim, im Main-Tauber-Kreis in Baden-Württemberg. Das ehemalige Klostergebäude befindet sich am südlichen Rand der Kernstadt.

## Geschichte
Die genaue Zeit und der Anlass der Ansiedlung des Dominikanerklosters in Mergentheim lassen sich nicht mehr eindeutig bestimmen. Die verschiedenen Datierungsmöglichkeiten schwanken zwischen 1247 und 1291, wobei davon das Jahrzehnt zwischen 1265 und 1275 am wahrscheinlichsten ist. Dafür sprechen unter anderem ein indirekt überlieferter Eintrag in einem Choralbuch (1270 bzw. 1273) sowie eine testamentarische Begünstigung aus dem Jahre 1275. Wie vergleichsweise keine andere Ordensgemeinschaft in Mergentheim erfuhren die Dominikaner Unterstützung durch den regionalen Niederadel sowie durch das städtische Patriziat. Auch die verschiedenen Hohenloher Zweige förderten die Niederlassung. Im Jahre 1316 sind erstmals Auseinandersetzungen mit den Johannitern als Inhaber der Stadtpfarrei belegt.

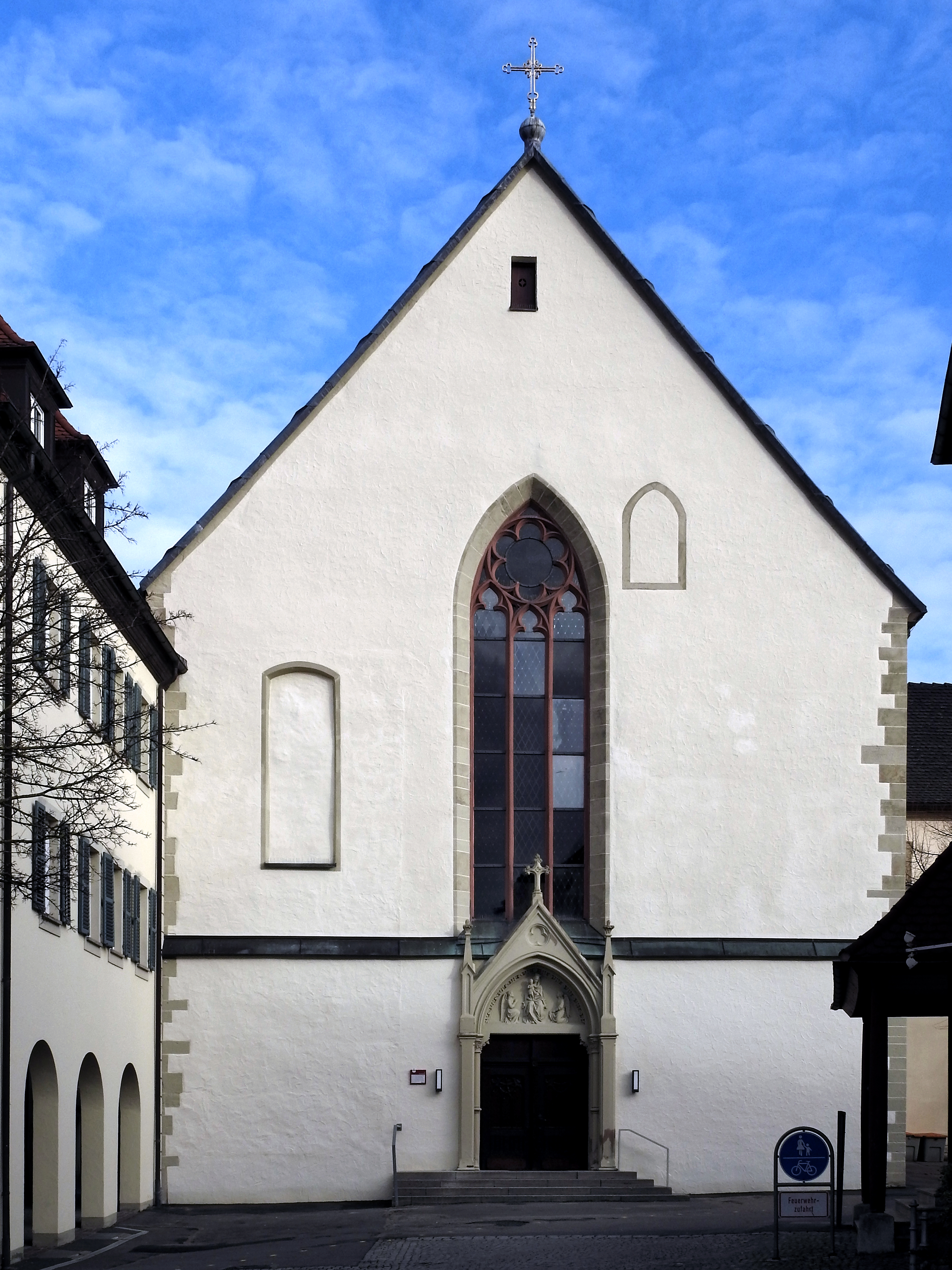
Die Dominikaner- bzw. Marienkirche

Im Jahre 1320 wurde der Bau der Marienkirche begonnen. Dieser zog sich bis etwa 1380 hin. Im Jahre 1362 gerieten die Dominikaner mit dem Deutschen Orden, der im Jahre 1340 die Stadtherrschaft in Mergentheim erlangt hatte, in Auseinandersetzungen um die Anerkennung der städtischen Ordnungen. Das Mergentheimer Dominikanerkloster zählte bis ins 18. Jahrhundert hinein zu den eher unbedeutenderen und kleineren Klöstern der deutschen Dominikanerprovinz Teutonia. Im Jahre 1515 war das Kloster Teil der Natio Sueviae. Nach 1709 gehörte das Kloster der süddeutschen Provinz "Saxonia" an. Das Mergentheimer Dominikanerkloster unterhielt lediglich zum Würzburger Dominikanerkloster enge Kontakte. Ein Provinzkapitel tagte nie in Mergentheim. Unruhen im Jahre 1525 unter der Führung des Johanniters Bernhard Bubenleben schädigten das Kloster erheblich. Von den Reformationsereignissen und den Folgen der Übergriffe im Jahre 1525 sollte sich das Dominikanerkloster so schnell nicht erholen. Im Jahre 1547 war das Kloster nach dem Tod des letzten Konventualen verwaist. Danach wurde zwar umgehend ein Würzburger Dominikaner zur Aufrechterhaltung der Besitzungen und Rechte nach Mergentheim entsandt, jedoch kehrte dieser bereits 1549 – vermutlich wegen wirtschaftlicher Nöte – wieder nach Würzburg zurück. Das Kloster stand in der Folge spätestens ab Mai 1549 unter der Verwaltung des Deutschen Ordens. Im Jahre 1552 wurde die Kirche während des Markgrafenkrieges schwer beschädigt. Da in der Folgezeit finanzielle Mittel zum Erhalt der Kirche verweigert wurden, verfiel diese zunehmend. Ab 1554 konnte das Mergentheimer Dominikanerkloster mit Unterstützung des Würzburger Bischofs wieder besetzt werden. Zwischen 1566 und 1586 gab es Auseinandersetzung mit dem Deutschen Orden um die Finanzierung der Kirchenrenovierung, die von 1574 bis 1579 stattfand. Ein erster Versuch der Jesuiten, in Mergentheim auf Kosten der Dominikaner Fuß zu fassen, scheiterten bis 1582 in Verhandlungen. Erst ab dem Beginn des 17. Jahrhunderts verbesserte sich das Verhältnis zum Stadtherrn. Ein zweiter Versuch der Jesuiten, in Mergentheim auf Kosten der Dominikaner Fuß zu fassen, scheiterte 1626 erneut. Im Jahre 1700 übernahmen die Dominikaner die Errichtung und Leitung eines Gymnasiums in Mergentheim. Der Hochmeister Anton Victor löste am 31. Mai 1805 das Dominikanerkloster auf. Im Jahr darauf wurde hierher das Priesterseminar des Deutschen Ordens verlegt. Dies führte zu erheblichen Spannungen mit den noch verbliebenen zehn (Ex-)Dominikanern. Der an Württemberg übergegangene ehemalige Klosterkomplex diente zwischen 1809 und 1814 als Kaserne, später als Schule und Magazin. Die Marienkirche war von 1809 bis 1817 evangelische Stadtkirche, wurde dann profaniert und befindet sich seit 1852 wieder in der Hand der katholischen Kirchengemeinde.

## Gebäude und Architektur
Das ehemalige Dominikanerkloster ist als zweigeschossiger, vierflügliger Konventbau mit massiv gemauerten und verputzten Außenwänden unmittelbar südlich an die Dominikanerkirche (heute Marienkirche) angebaut. Nach oben mit zwei Dachgeschossebenen unter einem Walmdach abschließend. Vereinzelte Fenster mit geohrten Gewänden. Eckquaderungen. Der Dominikanerorden soll um 1312 mit dem Bau der Kirche begonnen haben. Entsprechend entstand auch der Konventbau im 14. Jahrhundert. Im 17./18. Jahrhundert barocke Umgestaltung (am Eingang des Kreuzgangs inschriftlich mit 1675 datiert). Das Dominikanerkloster ist gemeinsam mit der Kirche (Hans-Heinrich-Ehrler-Platz 31) ein herausragendes Zeugnis für die Stadtbaugeschichte. Zudem prägt der stattliche Bau den südlichen Bereich der historischen Kernstadt.